# Hrabstwo Marshall (Tennessee)
Hrabstwo Marshall (ang. Marshall County) – hrabstwo w stanie Tennessee w Stanach Zjednoczonych. Obszar całkowity hrabstwa obejmuje powierzchnię 376,1 mil² (974,09 km²). Według szacunków United States Census Bureau w roku 2009 miało 30 279 mieszkańców.
Hrabstwo powstało w 1836 roku.

## Miasta
- Chapel Hill
- Cornersville
- Lewisburg[4]

| Populacja hrabstwa w poprzednich latach | Populacja hrabstwa w poprzednich latach |
| Rok                                     | Liczba ludności                         |
| --------------------------------------- | --------------------------------------- |
| 1980                                    | 19 589                                  |
| 1990                                    | 21 539                                  |
| 2000                                    | 26 767                                  |
| 2005                                    | 28 372                                  |